# Caffricola cloeckneria
Caffricola cloeckneria är en fjärilsart som beskrevs av Stoll 1781. Caffricola cloeckneria ingår i släktet Caffricola och familjen snigelspinnare. Inga underarter finns listade i Catalogue of Life.

## Bildgalleri

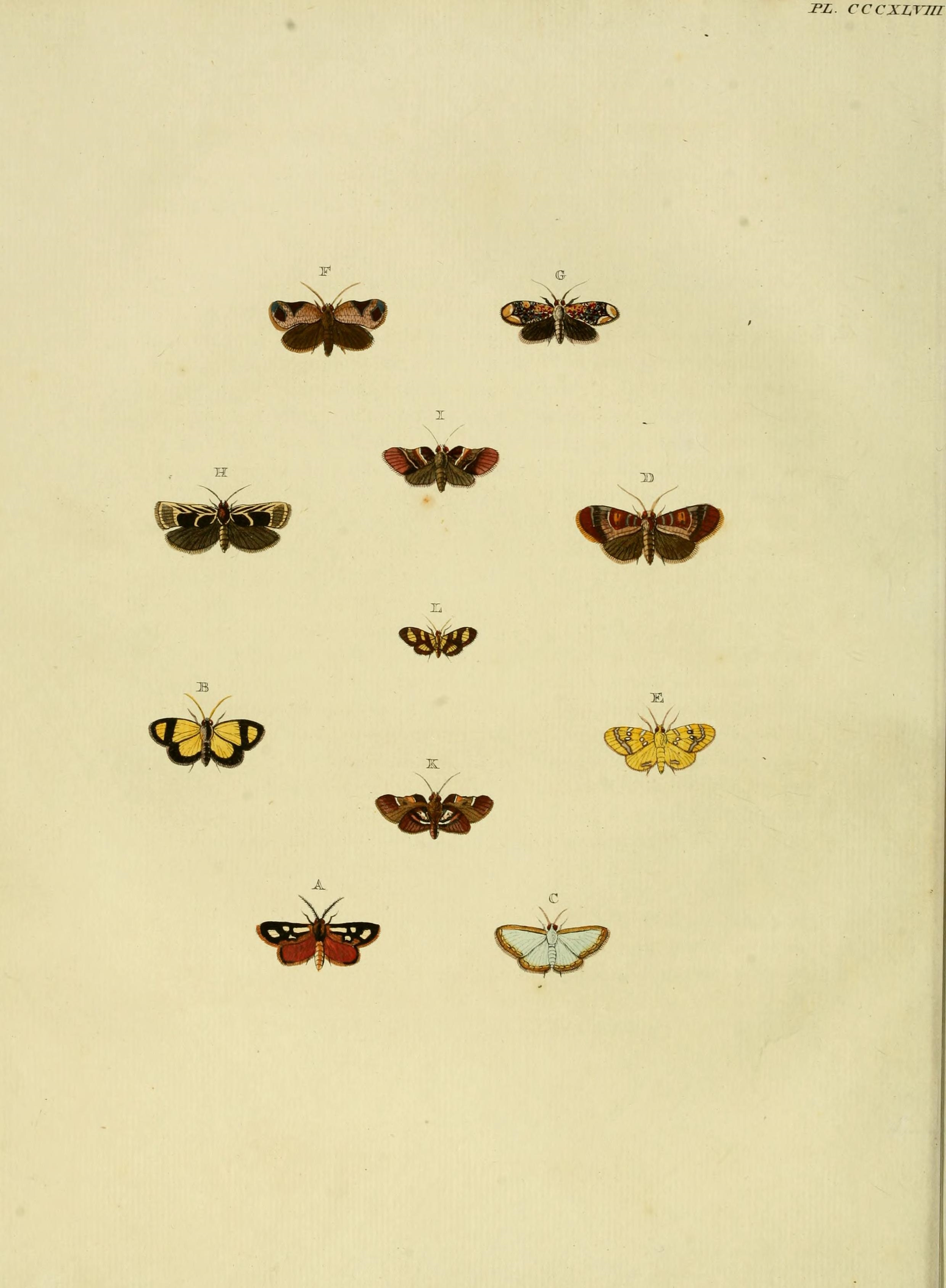